# Aldan-felföld
Az Aldan-felföld (oroszul Алданское нагорье [Aldanszkoje nagorje]) tájegység Oroszországban, Dél-Szibériában, az Oljokma és Ucsur közén. Közigazgatásilag Jakutföldhöz tartozik.

## Jellemzői
A Sztanovoj-hegylánctól északra helyezkedik el. Nyugaton az Oljokma középső folyása, északon az Aldan kelet felé folyó szakasza, keleten az Ucsur völgye határolja.
Ősi kristályos kőzetek, az archaikumból és a proterozoikumból származó kristályos pala, gneisz építi fel. Szerkezeti alapja az Aldan-őspajzs, ami a Közép-Szibéria alapját képező Angara-ősföld (vagy ősmasszívum) felszínre bukkanó része. A ősmasszívum nagyobb egységben csak itt és az északi Anabar-fennsíkon kerül felszínre (Anabar-őspajzs), másutt nagy mélységben, üledékes kőzetek alatt rejtőzik. Az őspajzson azonban az óidei és középidei tengeri üledékrétegek jórészt lepusztultak.
A felföld értékes ásványkincsei az ősi magmatevékenység során nagy mélységben kialakult ércek: arany tartalmú telérek, vasérc (dél-aldáni vasmező), a világ egyik legnagyobb flogopitcsillám-telepe, valamint uránérc (Elkon lelőhely).

### Részei
A központi vidékein kanyargó Tyimpton völgye mentén két részre osztható. A nyugati részt az Aldan felső folyása, a keletit a Gonam szeli át.
A nyugati rész mély völgyekkel tagolt, 800–1100 m magas fennsík. Az elegyengetett, hullámos felszínből kupolaalakú csúcsokkal 1600–1700 m magas hegyek emelkednek ki (Nyugati-Jangi, Elkon-masszívum). Délebbre, a Csulman folyó medencéjét 950–1200 m magas, lapos vízválasztók jellemzik.
Keleti felén nagyobb hegyek egész sora húzódik, köztük legnagyobb a Szunnagin-, más néven Aldan–Ucsur-hegység. Északkeleti irányba 300–400 km hosszan terül el, szélessége 50–70 km. Átlagos magassága 1600–1800 m, de több csúcsa is 2000 m fölé nyúlik. Itt van az egész felföld legmagasabb pontja (2264 m). A hegység északi vége meredeken esik le a csak 500–700 m tengerszint feletti magasságban fekvő Léna–Aldan-plató lapos területére.
Az Aldan-felföldön át vezet az Amur–Jakutszk-vasútvonal máig megépült, Tommot városig tartó szakasza.